# Atrichoseris platyphylla
La  Atrichoseris platyphylla  A.Gray, 1884 è una specie di pianta angiosperma dicotiledone della famiglia delle Asteraceae.  SPECIE   è anche l'unica specie appartenente al genere  Atrichoseris  A.Gray, 1884.

## Etimologia
Il nome del genere ( Atrichoseris) è un nome composto e deriva dal greco classico "athrix" (αθριξ) la cui traduzione è  "glabro" e la parola "seris" (σέρις) che anticamente indicava una pianta del genere Cichorium (indivia), ossia l'insalata. Il termine è riferito agli acheni privi di pappo. L'epiteto specifico (platyphylla ) indica delle foglie ampie e piatte.
Il nome scientifico della specie è stato definito dal botanico Asa Gray (1810 - 1888) nella pubblicazione " Synoptical Flora of North America. New York" ( Syn. Fl. N. Amer. 1(2): 410) del 1884. Il nome scientifico del genere è stato definito nella stessa pubblicazione.

## Descrizione

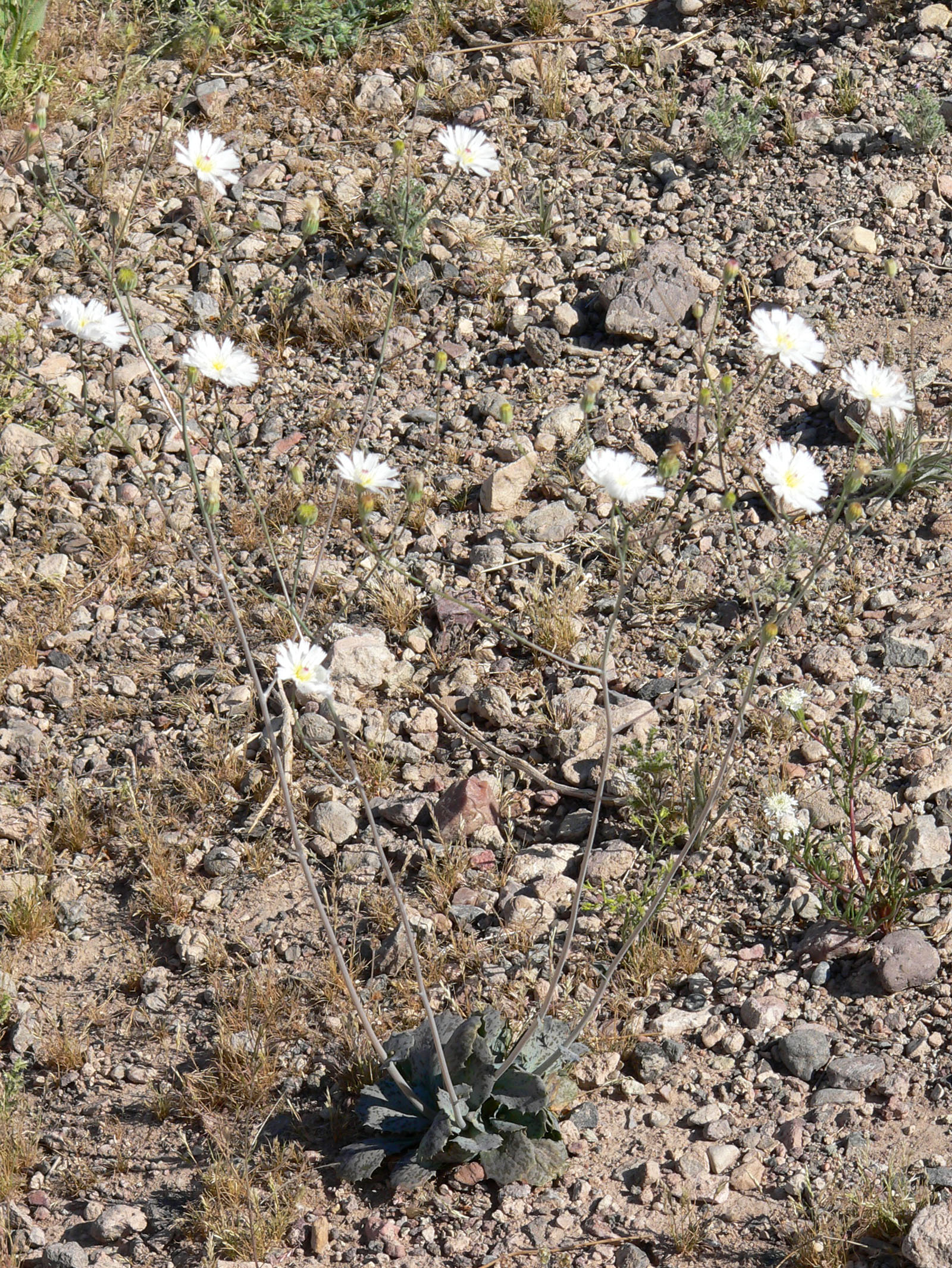
Il portamento

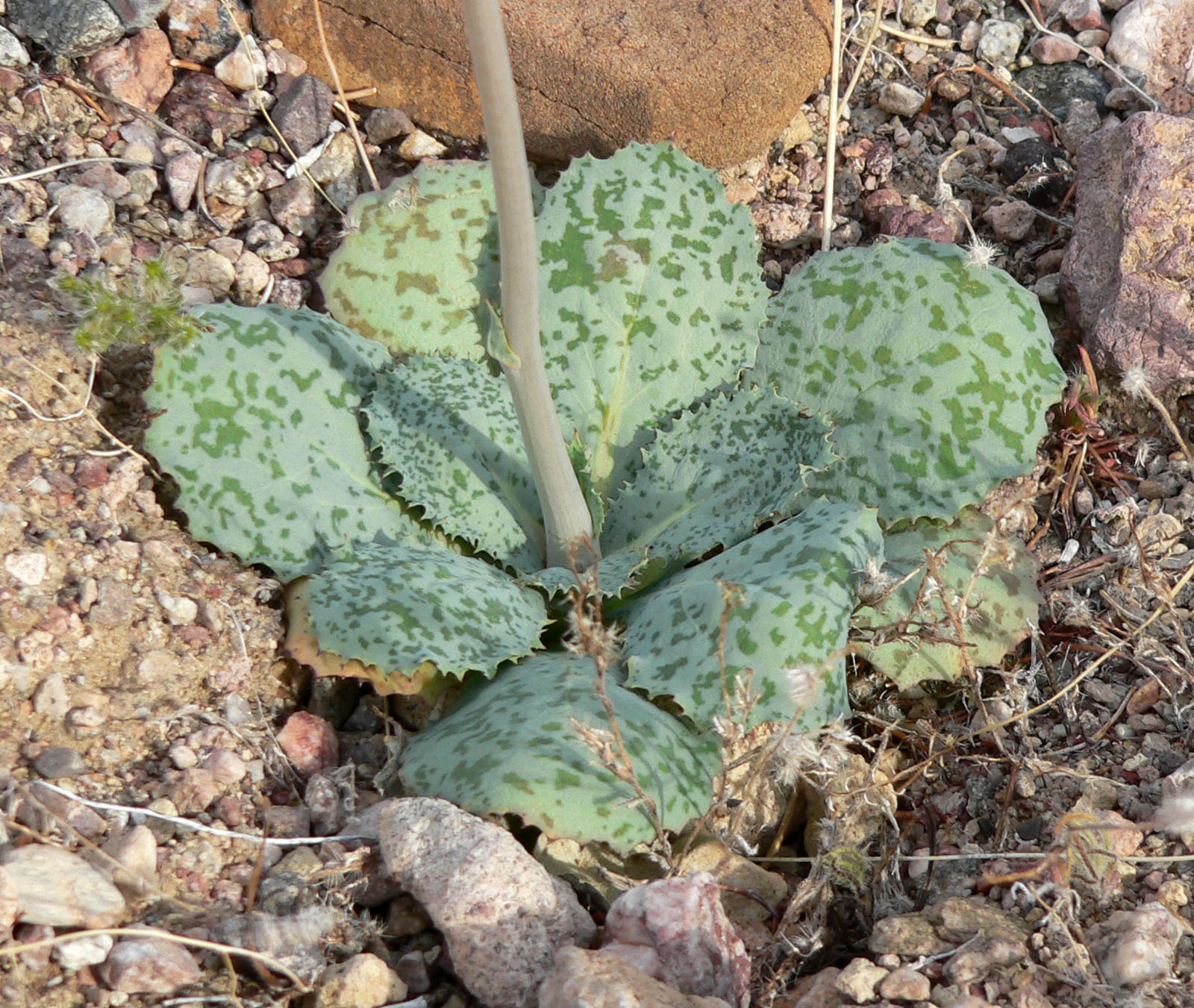
Le foglie

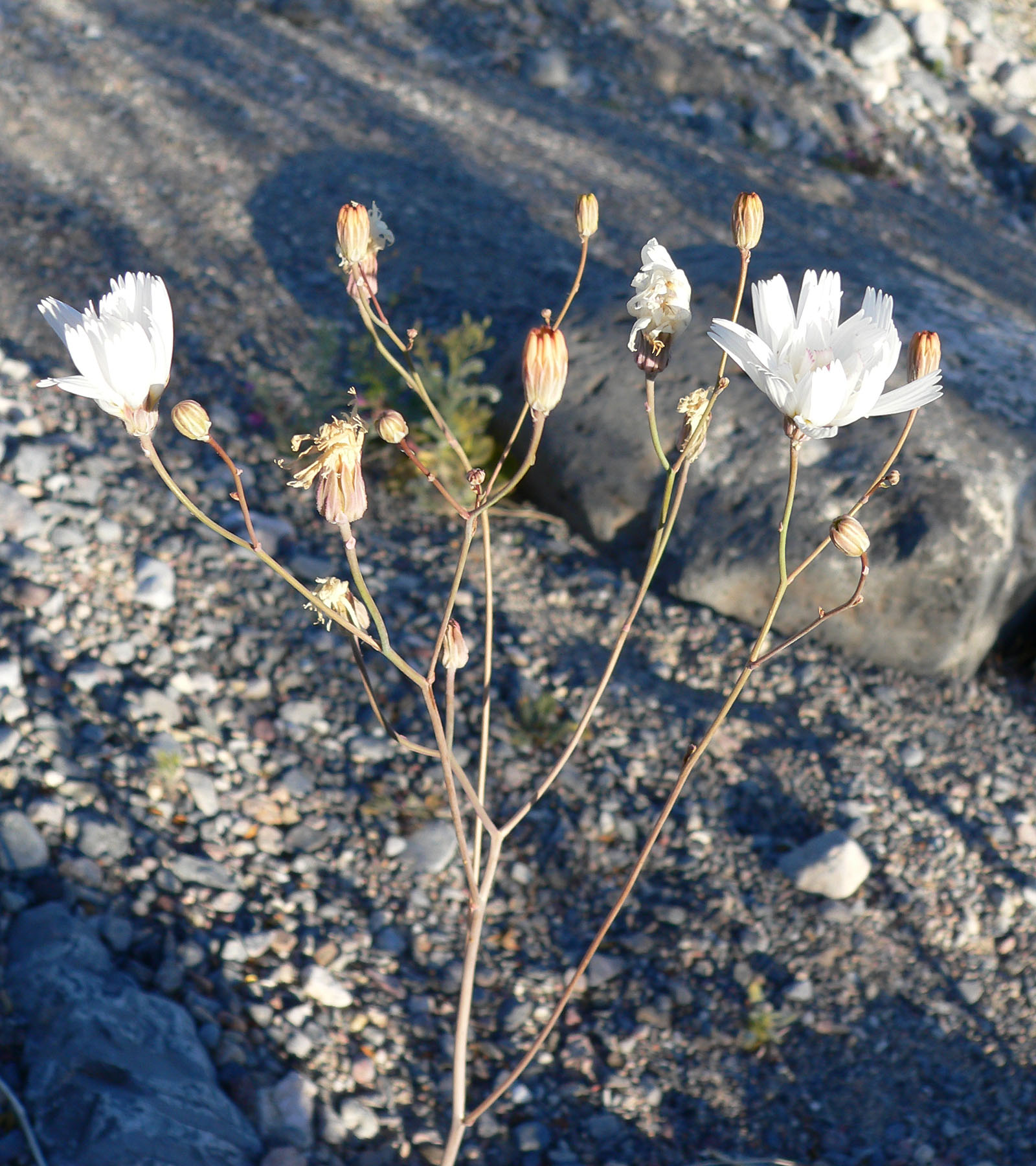
Infiorescenza

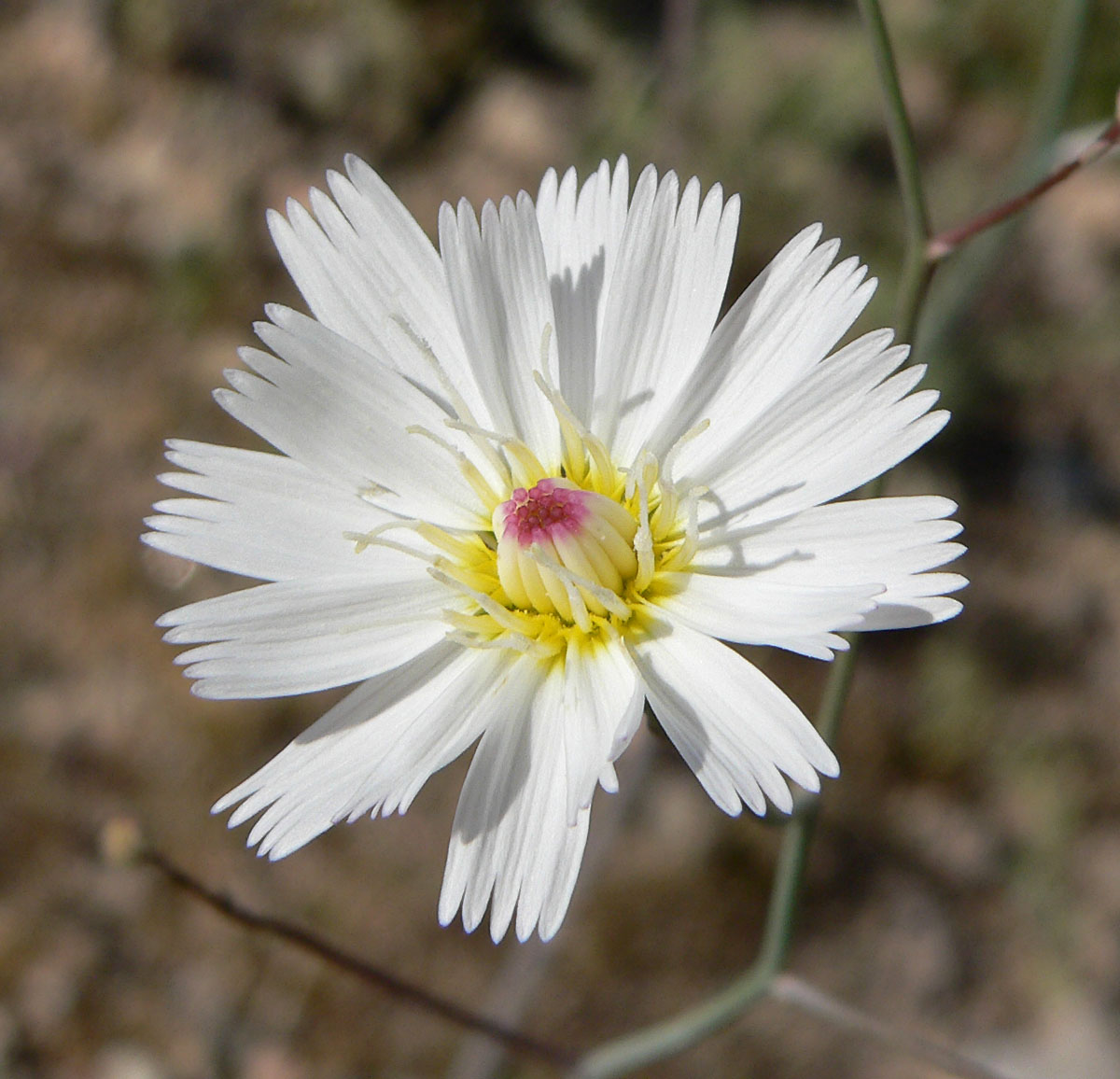
I fiori

Habitus. Atrichoseris platyphylla, con cicli biologici annuali, consiste in piante non molto alte. Tutte le specie del gruppo sono provviste di latice.
Fusto. I fusti (da 1 a 3 per pianta), in genere eretti e ascendenti, sono di solito solitari e mediamente ramificati (nella parte distale). Le radici in genere sono di tipo fittonante. Altezza media delle piante: 20 – 180 cm.
Foglie. Sono presenti soprattutto foglie formanti delle rosette basali con disposizione alterna. Le lamine sono intere, piatte e appressate al suolo; la forma in genere varia da obovata a orbicolare; sono sessili o picciolate (piccioli alati).  La superficie può essere ricoperta da peli semplici o ramificati.
Infiorescenza. L'infiorescenza è composta da uno o più capolini terminali. I capolini, solamente di tipo ligulifloro, sono formati da un involucro composto da diverse brattee (o squame) all'interno delle quali un ricettacolo fa da base ai fiori ligulati. L'involucro è sotteso da un calice di 4 - 6 brattee con forme da triangolari a lanceolate. L'involucro ha una forma cilindrico-campanulata ed è formato da 1 - 2 serie di brattee. Le brattee dell'involucro (da 10 a 15) hanno delle forme lanceolate. Il ricettacolo, alla base dei fiori, è nudo (senza pagliette); piatto o leggermente convesso. Diametro dell'involucro: 6 – 13 mm.
Fiori. I fiori (da 30 a 60), tutti ligulati, sono tetra-ciclici (ossia sono presenti 4 verticilli: calice – corolla – androceo – gineceo) e pentameri (ogni verticillo ha in genere 5 elementi). I fiori sono ermafroditi, fertili e zigomorfi.
- Formula fiorale:

*/x K {\displaystyle \infty }, [C (5), A (5)], G 2 (infero), achenio
- Calice: i sepali del calice sono ridotti ad una coroncina di squame.
- Corolla: le corolle sono formate da un tubo e da una ligula terminante con 5 denti; il colore è bianco a volte con apici viola o rosati (i fiori sono profumati).
- Androceo: gli stami sono 5 con filamenti liberi e distinti, mentre le antere sono saldate in un manicotto (o tubo) circondante lo stilo.[12] Le antere sono codate e allungate con una appendice apicale; i filamenti sono lisci. Il polline è tricolporato e di colore arancio.[13]
- Gineceo: lo stilo è filiforme. Gli stigmi dello stilo sono due divergenti, corti, smussati e ricurvi con la superficie stigmatica posizionata internamente (vicino alla base).[14] L'ovario è infero uniloculare formato da 2 carpelli.

Frutti. I frutti sono degli acheni con pappo. Gli acheni, biancastri, hanno una forma subcilindrica (o debolmente clavata) con apice troncato e privi di becco (non sono compressi); gli acheni sono provvisti di 4 - 5 ispessimenti bianchi e sugheracei longitudinali. Il pappo è assente.

## Biologia
- Impollinazione: l'impollinazione avviene tramite insetti (impollinazione entomogama tramite farfalle diurne e notturne).
- Riproduzione: la fecondazione avviene fondamentalmente tramite l'impollinazione dei fiori (vedi sopra).
- Dispersione: i semi (gli acheni) cadendo a terra sono successivamente dispersi soprattutto da insetti tipo formiche (disseminazione mirmecoria). In questo tipo di piante avviene anche un altro tipo di dispersione: zoocoria. Infatti gli uncini delle brattee dell'involucro (se presenti) si agganciano ai peli degli animali di passaggio disperdendo così anche su lunghe distanze i semi della pianta.

## Distribuzione e habitat
La distribuzione è USA (sud-ovest) e Messico settentrionale.

## Tassonomia
La famiglia di appartenenza di questa voce (Asteraceae o Compositae, nomen conservandum) probabilmente originaria del Sud America, è la più numerosa del mondo vegetale, comprende oltre 23.000 specie distribuite su 1.535 generi, oppure 22.750 specie e 1.530 generi secondo altre fonti (una delle checklist più aggiornata elenca fino a 1.679 generi). La famiglia attualmente (2021) è divisa in 16 sottofamiglie.

### Filogenesi
Il genere di questa voce appartiene alla sottotribù Microseridinae della tribù Cichorieae (unica tribù della sottofamiglia Cichorioideae). In base ai dati filogenetici la sottofamiglia Cichorioideae è il terz'ultimo gruppo che si è separato dal nucleo delle Asteraceae (gli ultimi due sono Corymbioideae e Asteroideae). La sottotribù Microseridinae fa parte del "quinto" clade della tribù; in questo clade insieme alla sottotribù Cichoriinae forma un "gruppo fratello".
I seguenti caratteri sono distintivi per la sottotribù:
- il polline è colorato di arancio;
- la distribuzione è relativa al Nuovo Mondo.

Il genere di questa voce, nell'ambito filogenetico della sottotribù, occupa una posizione abbastanza centrale e vicina al genere Malacothrix (insieme formano un "gruppo fratello"). Alcuni Autori, considerando l'estensione della sottotribù, l'hanno suddivisa in 8 entità (o alleanze) informali. Il genere di questa voce è stato associato al gruppo Alleanza Malacothrix formata da Anisocoma, Atrichoseris, Calycoseris e Malacothrix. Il genere di questa voce in precedenti classificazioni era descritto all'interno della sottotribù (non più valida) Malacothricinae. Atrichoseris platyphylla si differenzia dalle specie del genere Malacothrix per l'assenza del pappo e il valore di x = 9 come numero cromosomico  (nel resto del clade x = 7).
I caratteri distintivi per questa specie sono:
- il pappo non è presente.

Il numero cromosomico della specie è: 2n = 18 (specie diploide).

### Sinonimi
La specie di questa voce, in altri testi, può essere chiamato con nomi diversi. L'elenco che segue indica alcuni tra i sinonimi più frequenti:
- Malacothrix platyphylla A.Gray